# Dymasia imperialis
Dymasia imperialis är en fjärilsart som beskrevs av Bauer 1959. Dymasia imperialis ingår i släktet Dymasia och familjen praktfjärilar. Inga underarter finns listade i Catalogue of Life.